# Megophrys gigantica
Megophrys gigantica es una especie de anfibios de la familia Megophryidae.

## Distribución geográfica
Es endémica de la provincia de Yunnan (China).

## Estado de conservación
Se encuentra amenazada de extinción por la pérdida de su hábitat natural.